# Список земноводных Европы
Список земноводных Европы включает виды класса Земноводные, распространённые на территории Европы.

## ОтрядХвостатые(Caudata)

### Семейство Протеи (Proteidae)
- Европейский протей — Proteus anguinus (Альпы)

### СемействоНастоящие саламандры(Salamandridae)
- Лузитанская саламандра — Chioglossa lusitanica (Испания и Португалия)
- Тритон Карелина — Triturus karelinii (Балканы и Кавказ)
- Сардинский тритон — Euproctus platycephalus (Сардиния)
- Испанский тритон — Lissotriton boscai
- Нитеносный тритон — Lissotriton helveticus
- Карпатский тритон — Lissotriton montandoni (Карпаты)
- Обыкновенный тритон — Lissotriton vulgaris
- Альпийский тритон — Mesotriton alpestris
- Иглистый тритон — Pleurodeles waltl (Испания и Португалия)
- Альпийская саламандра — Salamandra atra (Франция, Альпы и Балканы)
- Огненная саламандра — Salamandra salamandra
- Серопятнистый тритон — Triturus carnifex
- Гребенчатый тритон — Triturus cristatus
- Мраморный тритон — Triturus marmoratus (Испания, Португалия и Франция)
- Triturus pygmaeus (Испания и Португалия)

### СемействоБезлёгочные саламандры(Plethodontidae)
- Speleomantes ambrosii
- Speleomantes flavus
- Speleomantes genei
- Speleomantes imperialis
- Speleomantes italicus
- Speleomantes strinatii
- Speleomantes supramontis

## ОтрядБесхвостые земноводные(Anura)

### СемействоКруглоязычные(Discoglossidae)
- Иберийская жаба-повитуха — Alytes cisternasii
- Обыкновенная жаба-повитуха — Alytes obstetricans
- Краснобрюхая жерлянка — Bombina bombina
- Желтобрюхая жерлянка — Bombina variegata
- Расписная дискоязычная лягушка — Discoglossus pictus (Сицилия и Мальта)
- Сардинская дискоязычная лягушка — Discoglossus sardus
- Discoglossus galganoi

### СемействоЧесночницы(Pelobatidae)
- Иберийская чесночница — Pelobates cultripes
- Обыкновенная чесночница — Pelobates fuscus
- Кавказская крестовка — Pelodytes caucasicus (Кавказ)
- Сирийская чесночница — Pelobates syriacus (юго-восточная Европа)

### СемействоНастоящие жабы(Bufonidae)
- Серая жаба — Bufo bufo
- Камышовая жаба — Bufo calamita
- Зелёная жаба — Bufo viridis
- Кавказская жаба — Bufo verrucosissimus (Кавказ)

### СемействоКвакши(Hylidae)
- Обыкновенная квакша — Hyla arborea
- Средиземноморская квакша — Hyla meridionalis (южная Европа)

### СемействоНастоящие лягушки(Ranidae)
- Остромордая лягушка — Rana arvalis
- Прыткая лягушка — Rana dalmatina
- Иберийская лягушка — Rana iberica
- Травяная лягушка — Rana temporaria
- Pelophylax bergeri
- Pelophylax cerigensis
- Pelophylax cretensis
- Pelophylax epeiroticus
- Съедобная лягушка — Pelophylax esculentus (гибрид P. lessonae × P. ridibundus)
- Pelophylax grafi (гибрид P. perezi × P. ridibundus)
- Pelophylax hispanicus (гибрид P. bergeri × P. ridibundus/P. esculentus)
- Pelophylax kurtmuelleri
- Прудовая лягушка — Pelophylax lessonae
- Пиренейская лягушка — Pelophylax perezi
- Озёрная лягушка — Pelophylax ridibundus
- Pelophylax shqipericus